# 极速前进以色列版2
《极速前进以色列版2》（英語：／希伯來語：）是一個以美國真人秀節目《极速前进》為藍本的以色列第二部版本。
Ron Shahar代替Raz Meirman成为极速前进以色列版第二季的主持人；该季于2011年10月25日播放，并于2012年2月11日播放结束。
极速前进以色列版第二季的最终赛段于2012年1月11日才进行拍摄，Firass, Shira, Hen 和 Osnat 因事没有到终点线等候
极速前进以色列版第二季在所有极速前进版本里首次设置投票让路/回转和对战任务

## 比赛结果
| 隊伍            | 關係       | 分段比賽成績 | 分段比賽成績 | 分段比賽成績 | 分段比賽成績 | 分段比賽成績 | 分段比賽成績 | 分段比賽成績 | 分段比賽成績 | 分段比賽成績 | 分段比賽成績 | 分段比賽成績 | 分段比賽成績 | 分段比賽成績 | 路障完成情況       |
| 隊伍            | 關係       | 1            | 2+           | 3+           | 4            | 5+           | 6+           | 7            | 8+           | 8+           | 9            | 10           | 11           | 12           | 路障完成情況       |
| --------------- | ---------- | ------------ | ------------ | ------------ | ------------ | ------------ | ------------ | ------------ | ------------ | ------------ | ------------ | ------------ | ------------ | ------------ | ------------------ |
| Bar & Inna      | 艺术女孩   | 8th⊃         | 8th⊃         | 6th~         | 6th⊃         | 1st          | 3rd⊂         | 4th          | 5th<         | 5th⊂         | 1stƒ8        | 3rd          | 1st          | 1st          | Bar 4，Inna 5      |
| Alon & Oren     | 给力大叔   | 3rd⊃         | 1st⊃         | 2nd<         | 2nd⊃         | 2nd          | 2nd          | 1st⊂         | 1st~         | 3rd          | 2nd          | 2nd          | 3rd          | 2nd          | Alon 6，Oren 4     |
| Anaelle & Akiva | 犹太教夫妻 | 1st          | 5th          | 3rd          | 5th          | 5th          | 1st⊃         | 2nd⊃         | 2nd>         | 2nd⊃7        | 3rd          | 1st          | 2nd          | 3rd          | Anaelle 5，Akiva 5 |
| Tom & Adele     | 足球场恋人 | 5th⊃         | 3rd⊃         | 5th>         | 7th⊂         | 6th          | 4th⊃         | 3rd⊃         | 4th>         | 1st⊃         | 4th          | 4th          | 4th          |              | Tom 6，Adele 4     |
| Osi & Carmit    | 歌舞大妈   | 6th          | 4th~3        | 7th          | 4th⊃         | 3rdƒ5        | 6th⊃         | 5th6         | 3rd>         | 4th⊃~        | 5th          |              |              |              | Osi 5，Carmit 5    |
| Pundak & Moti   | 麻吉兄弟   | 2nd⊃         | 2nd⊃         | 1st          | 3rd          | 4th          | 5th⊃~        | 6th⊃         |              |              |              |              |              |              | Pundak 3，Moti 4   |
| Alon & Hen      | 新婚夫妇   | 4th⊂         | 6th⊂         | 4th>         | 1st          | 7th~         |              |              |              |              |              |              |              |              | Alon 3，Hen 2      |
| Firass & Shira  | 温馨恋人   | 7th          | 7th          | 8th>4        |              |              |              |              |              |              |              |              |              |              | Firass 2，Shira 1  |
| Nitzan & Fifi   | 面包房工友 | 9th          | 9th          |              |              |              |              |              |              |              |              |              |              |              | Nitzan 2，Fifi 0   |
| Tal & Mor       | 舞动母女   | 10th2        |              |              |              |              |              |              |              |              |              |              |              |              | Tal 1，Mor 0       |
| Gadi & Alona    | 歌手组合   | 11th         |              |              |              |              |              |              |              |              |              |              |              |              | Gadi 0，Alona 0    |

- 紅：該隊已被淘汰。
- 綠ƒ：該隊贏得快进（Fast Forward）線索。
- 下線藍：該隊最後抵達非淘汰提示站，在下个赛段的某时刻，该队要完成减速带（Speed Bump）任务；而斜體藍：則表示隊伍最後抵達非淘汰提示站，在下赛段必须第一队到达提示站，否则需罚时1个小时。
- 藍色賽程號碼：該賽段為雙倍賽段。(名次為該集結束時刻之順位)
- 橙+：代表该赛段设有对战任务；~：表示该队输于对战任务，将在对战任务结束后在对战任务当地罚时15分钟
- 青>：該隊投票讓路了获票数最多的队伍；<是被投票指定讓路最多的队伍
- 棕⊃表明該隊投票回转了获票数最多的队伍；⊂是被投票指定迴轉最多的队伍。
- ^  注解1：第一赛段为双淘汰赛段，该赛段设定了两个提示站，一个是在以色列本-古里安国际机场，最后到达该机场的Gadi & Alona被淘汰
- ^  注解2：Tal & Mor原本是第八队到达提示站的队伍，但由于Tal没有完成“水箱逃脱”路障，需被罚时1小时，这使得她们被淘汰出局
- ^  注解3：Osi & Carmit没有完成曲棍球任务，被罚时1小时
- ^  注解4：因Shira没有完成“泳装滑雪”任务，Firass & Shira被罚时1小时
- ^  注解5：Osi在对战任务中不幸手肘受伤，这使得她们不得不放弃对战任务
- ^  注解6：Osi & Carmit在该赛段第五名到达提示站，但由于她们上一非赛段赛段最后到达，需要罚时1小时，但这并没有影响她们的排名
- ^  注解7：Anaelle & Akiva在挑战“吃冰棍”任务时任务设计出错，他们挑战的那一盆冰棍的所有棍子上没有提示线索
- ^  注解8：Bar & Inna在该赛段第一队到达提示站，所以她们不需再罚因上赛段最后到达非淘汰赛段的1个小时

## 投票记录
极速前进以色列版2设定了投票让路/回转，每支队伍都需要让路/回转另一支队伍，票数最多的队伍就会被让路/回转
|                   | 投票回转               | 投票回转              | 投票让路               | 投票回转               | None | 投票回转              | 投票回转               | 投票让路              | 投票回转              | 投票回转 | None | None | None |
| ----------------- | ---------------------- | --------------------- | ---------------------- | ---------------------- | ---- | --------------------- | ---------------------- | --------------------- | --------------------- | -------- | ---- | ---- | ---- |
| 赛段数 #:         | 1                      | 2                     | 3                      | 4                      | 5    | 6                     | 7                      | 8                     | 9                     | 10       | 11   | 12   | 13   |
| U-Turned/Yielded: | Alon & Hen 4/10 投票率 | Alon & Hen 4/9 投票率 | Alon & Oren 3/8 投票率 | Tom & Adele 3/7 投票率 | None | Bar & Inna 4/6 投票率 | Alon & Oren 3/6 投票率 | Bar & Inna 3/5 投票率 | Bar & Inna 3/5 投票率 | 未播出   | None | None | None |
| 投票队伍          | Vote                   | Vote                  | Vote                   | Vote                   | Vote | Vote                  | Vote                   | Vote                  | Vote                  | Vote     | Vote | Vote | Vote |
| Bar & Inna        | Alon & Hen             | Alon & Hen            | Tom & Adele            | Tom & Adele            | None | Tom & Adele           | Osi & Carmit           | Akiva & Anaelle       | Akiva & Anaelle       | None     | None | None | None |
| Alon & Oren       | Alon & Hen             | Alon & Hen            | Alon & Hen             | Tom & Adele            | None | Tom & Adele           | Tom & Adele            | Akiva & Anaelle       | Akiva & Anaelle       | None     | None | None | None |
| Akiva & Anaelle   | Tal & Mor              | Nitzan & Fifi         | Bar & Inna             | Alon & Oren            | None | Bar & Inna            | Alon & Oren            | Bar & Inna            | Bar & Inna            | None     | None | None | None |
| Tom & Adele       | Alon & Hen             | Alon & Hen            | Alon & Oren            | Bar & Inna             | None | Bar & Inna            | Alon & Oren            | Bar & Inna            | Bar & Inna            | None     | None | None |      |
| Osi & Carmit      | Firass & Shira         | Tom & Adele           | Bar & Inna             | Tom & Adele            | None | Bar & Inna            | Pundak & Moti          | Bar & Inna            | Bar & Inna            | None     |      |      |      |
| Pundak & Moti     | Alon & Hen             | Alon & Hen            | Alon & Hen             | Alon & Hen             | None | Bar & Inna            | Alon & Oren            |                       |                       |          |      |      |      |
| Alon & Hen        | Pundak & Moti          | Pundak & Moti         | Alon & Oren            | Alon & Oren            | None |                       |                        |                       |                       |          |      |      |      |
| Firass & Shira    | Nitzan & Fifi          | Osi & Carmit          | Alon & Oren            |                        |      |                       |                        |                       |                       |          |      |      |      |
| Nitzan & Fifi     | Firass & Shira         | Firass & Shira        |                        |                        |      |                       |                        |                       |                       |          |      |      |      |
| Tal & Mor         | Pundak & Moti          |                       |                        |                        |      |                       |                        |                       |                       |          |      |      |      |
| Gadi & Alona      |                        |                       |                        |                        |      |                       |                        |                       |                       |          |      |      |      |

## 旅程
以色列 →  匈牙利 →   →   →  波蘭 →  捷克 →  中国 →  泰國 →  斯里蘭卡 →  新加坡

## 赛段摘要

### 第一段（以色列 →匈牙利）
- 以色列耶路撒冷特帝国家体育馆（起点线）（AT1）
- 以色列旺地Ruhama(AT2)
- 以色列本-古里安国际机场
- 以色列至匈牙利布达佩斯李斯特·费伦茨国际机场
- 匈牙利 西瓦本餐厅（AT3）
- 匈牙利 帕西·兰希养猪场（AT4）
- 匈牙利 奥布拉广场（AT5）
- 匈牙利 阿斯特拉电影厂（AT6）
- 匈牙利 赛切利温泉中心

本赛段任务摘要：
- AT1：选手首先需解开线索下面的复杂的绳结以获得在绳结末尾的车钥匙，然后沿着软梯爬上由吊车悬挂在空中的平台，接着两名队员进入车内并摁响汽车喇叭，最后吊车会放下平台，选手即可获得下一条线索
- AT2：选手需从以色列合唱团所唱的歌曲中发现其中的密码（即红、绿、白三种颜色），然后从指定的芦苇地里搜寻带有数字的这三种颜色的球（分别是3、6、7三个数字），接着选手需带着有不同数字的正确颜色的三个球回到车上试着打开放在车前台的密码盒，正确输入密码后即可获得下一条线索
- AT3：选手必须相互喂对方高辣的匈牙利传统鲜汤，而只为每队选手提供了一杯水，只有所有成员喝完了辣汤，才能获得下一条线索
- AT4：选手必须轮流进入猪圈各抓住一只小猪并转交给在猪圈外的队员，只有将两只小猪递交给农夫，才能获得下一条线索
- DETOUR：马戏团：选手首先需打扮成马戏团成员，然后一名队员必须顺利完成“滚筒”杂技，而另一位队员要完成“走钢丝”杂技，只有顺利完成两项杂技任务，才能获得下一条线索；华尔兹：选手自创一段华尔兹舞蹈并需表演给评委看，如果三位评委所给分数总和达到21分，即可获得下一条线索，否则他们需重新设计并再表演一次
- AT5：队伍中的一名选手需站在2米外的黄线外并将手中的玻璃杯置于头顶，另一名选手需选用不同口味中的一种苏打水喷射苏大水至队友的玻璃杯中，且喷射队员每用完一瓶苏打水但对方杯里的苏打水未到指定刻度，喷射队员需喝完一大杯苏打水后才能加选另一瓶
- ROAD BLOCK：选手手脚会被绑在“水箱逃脱”魔术道具里，选手必须利用被绑着的手中的钥匙逃脱，一旦选手的鼻子进入水中，选手会被拉起并重新开始
- AT6：选手会获得一个魔方，上面有一面是中继站的图案，选手需转出这一面，才能明了中继站的位置

### 第二段（匈牙利）
- 匈牙利布达佩斯室内曲棍球场（AT1）
- 匈牙利阿玛斯茶室（对战任务）
- 匈牙利罗哈利大街（AT2）
- 匈牙利伊丽莎白桥（AT3）
- 匈牙利布达城堡

本赛段任务摘要：
- AT1：队伍需选择一名队员进行打曲棍球体验，在这名队员打曲棍球的同时另一名队员必须怀抱一大块冰，如果抱冰的选手没有抱好冰块，则击打选手不允许击打曲棍球。一旦击打队员顺利将曲棍球打进由一名专业的未成年的守门员守卫的球门后，才能获得下一条线索。
- Double-Battle：两支队伍需在装满了液态巧克力的浴缸里进行相扑，一旦其中的某只队伍将对方的罐子里装满了巧克力，则游戏结束，获胜一方可获得下一条线索。
- Detour：电视明星：选手需体验做一会天气预报主持人，队伍要在摄影机面前准确地播报出以色列各地的天气状况，一旦获得专业播报员的认可，即可获得下一条线索；电影明星：选手要体验当一会声优，队伍需要为一段以色列知名电影配音，一旦他们配的音获得专业调音师的认可，即可获得下一条线索。
- AT2：选手需说服5名当地人装扮成奥多尔赫茨尔并为他们拍照，完成后才可获得下一条线索。
- Road Block：做路障的选手需要利用提供的道具（高跟鞋、水枪、扳手、双节棍、锉刀）取出位于巨型冰块中的下一条线索。
- AT3：选手需要正确数出伊丽莎白桥一侧的栏杆数目（2377根），只有数取正确后才能打开宝箱并获得下一条线索

### 第三段（匈牙利 →波黑共和国 →克罗地亚）
- 匈牙利 布达佩斯火车站至波黑共和国萨拉热窝
- 波黑共和国 加夫里罗普林大桥（AT1）
- 波黑共和国 老镇广场（对战任务）
- 波黑共和国 嘉罗玲娜滑雪胜地
- 波黑共和国 驾车至克罗地亚杜布罗夫尼克
- 克罗地亚 可米西利特皇室餐厅（AT2）
- 克罗地亚 杜布罗夫尼克城墙（AT3）
- 克罗地亚 民生塔（AT4）

本赛段任务摘要：
- AT1：队伍需分配一名投掷者和一名接鱼者，选定完毕后，两名队员要相隔3米面对面站着，投掷者需把桌子上的带血的生鱼投给队友，一旦接鱼者用嘴巴成功咬住了队友投过来的生鱼，即可获得下一条线索；但如果投掷者连续投掷5条生鱼而接鱼者都没接中，则投掷者需吃掉一条超咸咸鱼干才能获得另外的5次机会
- Double-Battle：选手需要伴着当地演奏队演奏的曲子来体验抢凳子游戏，4名选手与另外5名当地抢椅子游戏高手（4男1女）共同比拼，一旦一支队伍的两名队员都被淘汰，则游戏结束，幸存的一队可以获得下一条线索；另提一点，对战任务结束后每位选手会被赠予当地热巧克力一杯，杯底才印有选手们需要的真正线索
- Road Block：选手需身着泳装，脚踏滑雪板挂在雪地车的车后，并以雪地车的牵引滑下雪山，如果选手能顺利滑到山脚，即可获得下一条线索；但如果选手在途中摔倒，则需回到山顶并重来
- Detour：定点足球：两名选手分别从罚球区(12碼/11米)中踢中挂在球门上的3/6個目標，在队友踢球期间，另一队友必须装扮成女子啦啦队队员并为队友打气，一旦踢中所有6个目标，即可从啦啦队队长手中获得下一条线索；疯狂篮球：选手必须在有5名专业篮球队员防守的三分线外凭借蹦床、木梯、购物车、办公椅分别进一球，一旦规范投中4个篮球，即可从篮球队长手中获得下一条线索
- AT2: 每位选手在双手被倒绑的情况下，仅用嘴巴吃完1节当地有名的奶油蛋糕，只有所有队员吃完蛋糕后，才能获得下一条线索
- AT3： 选手需要分配一位攀爬者和一名筹钱者，分配完毕后，攀爬者先需要爬上1/3节城墙，然后筹钱者需要向路人筹得15枚硬币，只有当筹钱者筹完硬币并交给守门人10枚硬币后，攀爬队员才可攀登上城墙，然后两名队员共同将剩余的5枚硬币投入宝箱，即可获得下一条线索
- AT4： 每位选手都需用水杯接满从“上厕所女士”雕像中流出的清泉并喝完它，然后才能前往下一个中继站

### 第四段（克罗地亚 →波兰）
- 克罗地亚 杜布罗夫尼克国际机场至波兰 比得哥什 科罗拉多广场（AT1）
- 波兰 卡兹米尔兹（AT2）
- 波兰 卡罗萨瓦歌剧院（AT3）
- 波兰 Wieliczka矿盐井
- 波兰 科罗拉多大街（AT4）
- 波兰 撒布丝汀安娜大街18号

本赛段任务摘要：
- AT1：选手需要召集广场上的6位路人协助他们把菲亚特126型车从起点搬运到终点，到达终点后，6名路人以及两位选手都必须挤进车子里且关好门窗，一旦8个人顺利挤进车厢里且坚持了10秒，则可获得下一条线索
- AT2：选手用通讯工具与以色列著名的三位女娱乐家通话并对她们讲笑话，一旦选手的5个笑话被她们所接受，即可获得下一条线索
- Detour:急速运水：选手必须扛着一根竹竿以倒走的形势经过三个打水点，每个打水点允许选手打两桶水挂在所抗的竹竿上，然而每个竹桶都是漏的，经过了三个打水点后，选手需将剩余的水倒入测试桶，一旦水位超过测试杆的标志线，即可获得下一条线索，否则，需重来；歌曲面包：选手在只听演奏家弹出前奏的情况下准确地猜出两首歌曲的名称，如果演奏者弹奏的歌曲选手猜不出来，则必须一人吃2个未发酵的夹有干酵母的干面包，然后才能猜下一首
- AT3：队伍两人无论男女都必须穿上女子芭蕾舞表演服且顺利完成一套芭蕾舞舞蹈
- Road Block：选手首先要用舌头舔矿井的一面矿墙，直到正确指出在矿墙上的一处盐矿原，接着将装有矿盐石的矿车推出矿道，并用铲子挖出其中的一块精盐石，即可用此开启宝箱，获得下一条线索
- AT4：选手必须在大街上找50个同性或异性的路人亲吻自己并照相

### 第五段（波兰 →捷克共和国）
- 波兰 至 捷克波西米亚
- 捷克共和国 白骨教堂（AT1）（AT2）（对战任务）
- 捷克共和国 佛罗伦萨大街
- 捷克共和国 塔拉菲卡商店（AT3）
- 捷克共和国 维斯撒伦斯广场（AT4）
- 捷克共和国 老街广场（AT5）
- 捷克共和国 布拉格广场（AT6）
- 捷克共和国 斯蒂瑞勒斯缇小洲

本赛段任务摘要：
- AT1：一名队员要准确数出在教堂大厅内的头骨数量（936个），另一名队员需要在数数队员身边大声朗诵教堂的历史典故，一旦数错，队伍需要离开教堂罚时10分钟后才能或得下一次数数的机会
- AT2：选手会进入一间巫女密室，选手必须用巫女的飞行扫帚扫去地面的魔术红土，才能发现下一条线索
- Double-Battle：选手必须装扮成巫师，并且脚穿滑轮鞋，两位选手必须抓紧之间的魔法扫帚，从两处的地点出发，滑向场地中央，抓住一只挂在中央天花板上的玩具可飞行的蝙蝠，然后回到起点，将蝙蝠投入指定的除魔火盆中，依次循环，直到一支队伍成功除灭了4只吸血蝙蝠后，获胜方即可获得下一条线索
- Road Block：选手会身着特殊材质的衣服并被全身点燃，在燃烧期间选手必须经过100米的障碍跑道，然后从终点的3个箱子中找到装有线索的箱子并取得下一条线索
- AT3：选手必须从该商店购买一份当地当日的报纸，并从中找到下一条线索的谜题（骑士的广场），并解除谜题明白要去的是维斯撒伦斯广场
- AT4：选手要当一回导游，带领一位坐在马车的游客游览该广场并向其解说各个名胜古迹，只有让游客满意自己的解说后，才能获得下一条线索
- Fast Forward：选手要当一回裸体模特，两名队员都必须全裸躺在沙发上一个小时让艺术家为自己画一福裸体像
- AT5：选手必须用得到的照片在广场内找到与照片一模一样的小女孩，并从她手中获得下一条线索
- Speed Bump：选手必须教100名捷克人唱一首以色列儿歌，只有全员都学会才能继续比赛
- AT6：选手必须身着骑士盔甲并扛着座位上放着皇冠的轿子到指定地点找到小公主并把皇冠交给小公主，一旦小公主戴上了皇冠，她会像选手指出下一条线索就在选手所扛过的轿子的底部